# Парламентские выборы в Кот-д’Ивуаре (1959)
Парламентские выборы в Кот-д'Ивуаре проходили 12 апреля 1959 года непосредственно перед объявлением независимости страны в 1960 году. Они стали первыми выборами в парламент страны. Единственной политической партией, участвовавшей в выборах была Демократическая партия Кот-д’Ивуара, в результате она получила все 100 мест Национального собрания. Явка составила 94,7%.

## Результаты
| Партия                              | Голоса    | %    | Мест | +/– |
| ----------------------------------- | --------- | ---- | ---- | --- |
| Демократическая партия              | 1 522 324 | 100  | 100  | +40 |
| Недействительных/пустых бюллетеней  | 1 256     | –    | –    | –   |
| Всего                               | 1 523 580 | 100  | 100  | +40 |
| Зарегистрированных избирателей/Явка | 1 609 345 | 94,7 | –    | –   |
| Источник: Nohlen et al.             |           |      |      |     |